# بنارسلیمانی
بنارسلیمانی، روستایی است از توابع بخش آب‌پخش در شهرستان دشتستان استان بوشهر ایران.

## جمعیت
این روستا در دهستان دشتی اسماعیل‌خانی قرار داشته و براساس سرشماری سال ۱۳۸۵ جمعیت آن ۱۶۹نفر (۴۷خانوار) می‌باشد.